# Eulasia regeli
Eulasia regeli is een keversoort uit de familie Glaphyridae. De wetenschappelijke naam van de soort is voor het eerst geldig gepubliceerd in 1878 door Ballion.